# Delo (1940–1942)
Delo je bilo časopis, ki ga je izdajal Centralni odbor Komunistične partije Slovenije.
Časopis so tiskali v ilegalnih tiskarnah v Ljubljani in okolici ter na osvobojenem ozemlju. Izhajal je v letih 1940–1942. Urednik je bil Boris Ziherl, med sodelavci pa so bili Edvard Kardelj, Maks Strmecki, Franc Leskošek in Miha Marinko. Časopis je vseboval članke o dejavnosti Komunistične partije Jugoslavije, pravicah delavcev, vojni nevarnosti, fašizmu, o Osvobodilni fronti, narodnoosvobodilni vojski in partizanskih odredih Slovenije in nalogah Komunistične partije Jugoslavije v narodnoosvobodilnem boju.